# پروانه میلانی
پروانه میلانی (۱۳۲۱–۱۰ دی ۱۳۹۳) نویسنده، شاعر، مترجم، فعال حقوق بشر و عضو کانون نویسندگان ایران بود که نقش مؤثری در جنبش دادخواهی فعالان حقوق بشر برای احقاق حقوق حقه زندانیان سیاسی اعدام شده سالهای دهه شصت در ایران ایفا کرد.

## زمینه‌های فعالیت
پروانه میلانی یکی از کسانی بود که از نخستین روزهای پس از اعدام‌های سال ۱۳۶۰ به دنبال اطلاع‌رسانی عمومی در این رابطه بود و از طریق مصاحبه با رسانه‌ها و نوشتن نامه‌های اعتراضی به مقامات داخلی و بین‌المللی در پی روشن شدن حقیقت و پاسخگویی آمران و عاملان کشتارهای دهه شصت بود.
برادرش رحیم میلانی از فعالان سازمان انقلابی کارگران ایران (راه کارگر) بود که در تاریخ هفتم آبان ماه ۱۳۶۰ در زندان‌های جمهوری اسلامی ایران اعدام شد. پروانه میلانی در یکی از نخستین اقدام‌هایش در رابطه با دادخواهی و اطلاع‌رسانی دربارهٔ کشتار زندانیان سیاسی، در تجمع مادران و خانواده‌های اعدام‌شدگان در ۵ دی ماه سال ۱۳۶۷ در برابر دادگستری تهران با خبرنگار رادیو بی‌بی‌سی و آساهی ژاپن مصاحبه کرد و در رابطه با کشتار زندانیان سیاسی خواستار دادخواهی شد.

### شکواییه به مقامات داخلی
در سال ۱۳۷۸ پس از انتخاب محمد خاتمی به مقام ریاست جمهوری ایران پروانه میلانی با نوشتن شکواییه‌ای خواستار رسیدگی به نقض حقوق شهروندی خانواده اعدام شدگان دهه شصت شد و رونوشتی از این نامه، که در آن به آزار و اذیت خانواده‌های بازماندگان در خاوران و نداشتن اجازه نصب سنگ گور اشاره شده بود را به شورای شهر تهران و کمیسیون اصل نود مجلس شورای اسلامی نیز ارسال کرد. با وجود اینکه هیچ پاسخی از سوی مسئولان و نهادهای مربوط به این نامه داده نشد، او در سال ۱۳۸۱ بار دیگر در نامه‌ای که به امضای "پروانه میلانی و جمعی از خانواده‌هاً رسیده بود از شورای شهر تهران خواست به وظایف قانونی خود در رابطه با نگهداری، آبادی، ایجاد امکانات و تسهیلات لازم در گورستان خاوران عمل کند و در صورت عدم توانایی و امکان در ایفای درخواست فوق مجوز کافی و لازم را به خانواده‌های مربوطه صادر کرده و شرایط لازم را برای جلوگیری از مزاحمت‌های افراد و مراجع فاقد صلاحیت و مسئولیت فراهم آورند. این نامه که رونوشتی از آن به ریاست جمهوری، کمیسیون اصل نود مجلس، خبرگزاری‌های ایسنا و ایرنا و روزنامه‌های نوروز، حیات نو، ایران و بنیان فرستاده شده بود نیز همچون نامه‌های قبلی جوابی دریافت نکرد.

### فعالیت‌های بین‌المللی برای پیگیری کشتارهای دهه شصت
در اولین روزهای ملاقات نمایندگان ویژه حقوق بشر سازمان ملل از ایران پروانه تلاش کرد تا با این اشخاص ملاقات کند و از مراجع صلاحیت دار بین‌المللی خواستار اجرای حقوق بشر و دستیابی به عدالت برای بازماندگان و خانواده‌های قربانیان کشتار دهه شصت شود. در زمان حضور گالین دوپل و موریس کاپیتورن گزارشگران ویژه حقوق بشر سازمان ملل در ایران پروانه میلانی به‌همراه دیگران خانواده‌های داغ دیده تلاش کرد تا مدارک و شواهدی را دربارهٔ این اعدام‌ها در اختیار این افراد بگذارد. اما این اقدام او با بازجویی و ارعاب از سوی نیروهای وزرات اطلاعات جمهوری اسلامی مواجه شد.

## فیلمهای مستند
پروانه میلانی در فیلم مستند «خاوران» به همراه جمعی از خانواده‌های بازماندگان دهه ۶۰ به روایت سیر چگونگی کشتارهای دهه ۶۰ و وضعیت تدفین و نگهداری از گورستان خاوران می‌پردازند. گورستان خاوران گورستانی که مسؤولین حکومت جمهوری اسلامی به دلیل دفن بهائیان کمونیست‌ها و اعضای سازمان مجاهدین خلق به آن لقب لعنت آباد داده‌اند.

## فعالیت‌های علمی
علی‌رغم اینکه آخرین مدرک تحصیلی پروانه دیپلم دبیرستان بود، او با خودآموزی، توانست زبان انگلیسی را یاد بگیرد و دو کتاب روانشناسی «رویاها و رشد شخصیت» و «روانشناسی تخیل» را ترجمه کند.

## جوایز
در اردیبهشت ۱۳۹۳ پروانه میلانی به عنوان یکی از اعضای خانواده‌های زندانیان سیاسی اعدام شده دهه ۶۰، جایزه حقوق بشری گوانگجو را، در شهر کوانگجوی کره جنوبی، به نیابت از مادران خاوران دریافت کرد. مؤسسه «یادبود ۱۸ مه» این جایزه را برای قدردانی از «فعالیت‌ها و تلاش‌های مادران خاوران بخاطر طرح و دفاع از حقوق بشر در شرایطی بسیار دشوار» به آنها اهدا کرد.

## آثارشناسی

### شعر
- هیچ‌کس نمی‌داند: برگزیده شعرهای ۱۳۵۳–۱۳۴۷

### ترجمه
- روانشناسی تخیل: پژوهشی نثری و عملی در قوانین تخیل و نیروهای ذهنی فرآور. نویسنده: ای روزت. انتشارات گوتنبرگ. سال ۱۳۷۱
- رؤیاها و رشد شخصیت :گسترش آگاهی در روان درمانی. نویسنده: ارنست لارنس راسی. انتشارات ویس. سال ۱۳۶۵